# Ihor Petrachko
Ihor Rostyclavovytch Petrachko (ukrainien : Ігор Ростиславович Петрашко), né le 6 octobre 1975 à Stryï (RSS d'Ukraine, URSS), était un ministre du Gouvernement Chmyhal.

## Biographie

### Carrière politique
Il fut ministre de l'économie du gouvernement Chmyhal à partir du 17 mars 2020. La Rada votait la fin de son mandat de ministre le 18 mai 2021.